# Construction de Cayley-Dickson
En mathématiques, la construction de Cayley–Dickson, nommée d'après Arthur Cayley et Leonard Eugene Dickson, fournit une suite d'algèbres sur le corps des réels, chacune ayant le double de la dimension de sa prédécesseure, connues comme les algèbres de Cayley–Dickson. Les nombres complexes, les quaternions ou les octonions en sont des exemples.
La construction de Cayley–Dickson définit la nouvelle algèbre comme le produit cartésien de l'algèbre de départ avec elle-même, muni d'une multiplication distincte de la multiplication composante par composante et d'une involution appelée conjugaison. Au fur et à mesure que cette construction est appliquée, les symétries du corps des réels disparaissent : d'abord le caractère ordonné avec les nombres complexes, puis la commutativité avec les quaternions, l'associativité avec les octonions, et l'alternativité avec les sédénions.
| Algèbre     | Dimension | Ordonné | Propriétés de la multiplication | Propriétés de la multiplication | Propriétés de la multiplication | Propriétés de la multiplication | Diviseurs de zéro non triviaux |
| Algèbre     | Dimension | Ordonné | Commutativité                   | Associativité                   | Alternativité                   | Associativité des puissances    | Diviseurs de zéro non triviaux |
| ----------- | --------- | ------- | ------------------------------- | ------------------------------- | ------------------------------- | ------------------------------- | ------------------------------ |
| Réels       | 1         | Oui     | Oui                             | Oui                             | Oui                             | Oui                             | Non                            |
| Complexes   | 2         | Non     | Oui                             | Oui                             | Oui                             | Oui                             | Non                            |
| Quaternions | 4         | Non     | Non                             | Oui                             | Oui                             | Oui                             | Non                            |
| Octonions   | 8         | Non     | Non                             | Non                             | Oui                             | Oui                             | Non                            |
| Sédénions   | 16        | Non     | Non                             | Non                             | Non                             | Oui                             | Oui                            |
|             | ≥ 32      | Non     | Non                             | Non                             | Non                             | Oui                             | Oui                            |